# Dornier Komet
Дорньє Комет (нім. Dornier Komet), Меркур (нім. Merkur), Do C, Do D, і Do T — серія літаків, що вироблялася в Німеччині компанією Dornier в 1920-ті роки. Початкове призначення — пасажирські перевезення, але також мав військове застосування. Літак створювався спільно з гідропланом Dornier Delphin, і мав з ним багато спільних конструктивних елементів.

## Історія

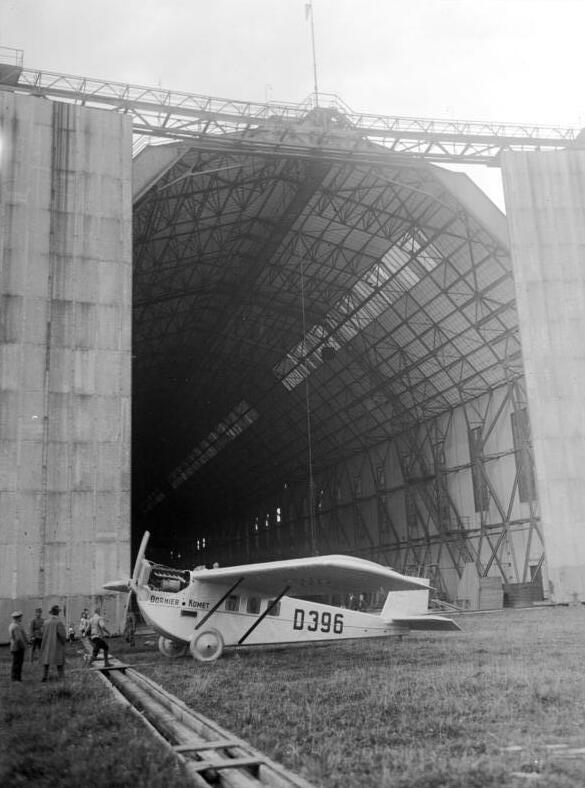
Komet I

Перші варіанти літака Do C III Komet I використовували те саме крило, хвіст, двигун і верхню частину фюзеляжу, що і Dornier Delphin I, але для заміни поплавкового шасі на колісне була перероблена нижня частина фюзеляжу. Також двигун було встановлено у звичне місце в носі фюзеляжу, а не над ним як в гідроплана. Літак мав місце для одного пілота і чотирьох пасажирів. Дещо покращена версія Do Komet II вперше піднялась в повітря 9 жовтня 1922 року та імпортувався до Іспанії, Колумбії, Швейцарії та Радянського Союзу.
Наступна модифікація Do Komet III створена в 1924 році вже була майже новим дизайном, який мав багато спільних рішень з Delphin III. Пасажиромісткість збільшилась до шести, а також встановлено нове крило розмахом 19,6 метра підняте над фюзеляжем на невеликих опорах. Для роботи довелось взяти двигун Napier Lion потужністю 450 к.с. Ця версія експортувалась до Данії й Швеції, а також виготовлялась за ліцензією в Японії компанією Kawasaki.
В 1925 році почалось виробництво Do B Merkur I, який мав перероблений кіль і довшими крилами. Варіант оснащений двигуном BMW VI отримав позначення Do B Bal Merkur II. Ця модифікація масовано використовувалась авіакомпанією Deutsche Luft Hansa, яка закупила 30 «Меркурів», а також експортувалась до Бразилії, Китаю, Колумбії, Японії та Швейцарії.
Do C та Do D були мілітаризованими варіантами, перший з яких постачався до Чилі та Колумбії, а другий був гідропланом-торпедоносцем побудованим для ВМС Югославії. Наземний амбуланторний варіант отримав позначення Do T.
В кінці червня 1926 року, немодифікований «Меркур» поставив декілька світових рекордів під час польотів в Дюбендорфі, і короткочасно тримав чверть всіх можливих рекордів для літака на колісному шасі.

### В Японській Імперії
В 1924 році компанія Kawasaki імпортувала сім суцільнометалевих літаків від Dornier, серед них один наземний Do C та гідроплан Do D з цілью почати ліцензійне виробництво для армії, але японська армія відмовилась від цього літака. Натомість в літаку зацікавилась газета Асахі Сімбун, яка замовила три наземні версії. Окремою вимогою була наявність темної кімнати для роботи репортера.
Перший екземпляр «Асахі 46» (J-BAEA) оснащувався двигуном Rolls-Royce Eagle потужністю 300 к.с., два інші «Асахі 101/102» (J-BANA, J-BAMA) — двигунами Napier Lion. Щоправда доволі швидко всі були замінені на двигун BMW VI потужністю 600 к.с. Всі три літаки будувались з імпортованих деталей і були завершені між січнем і серпнем 1927 року, і газета замовила ще один літак «Асахі 103» (J-BAHA), оскільки якраз планувала спонсорувати авіаперевізника «Тозай Тейкі Кокукай». Таким чином Do D став першим суцільнометалевим пасажирським літаком який виконував регулярні перельоти в Японії. Проте в 1929 році на ринок зайшла державна компанія «Авіатранспорт Японії» і «Тозай Тейкі Кокукай» покинули ринок. Після цього літаки використовувались як летючі фотолабораторії і редакції.
В 1928 році Kawasaki імпортували ще один Merkur II зареєстрований під кодом J-BAFH, який видавали в оренду цивільним операторам. В 1931 році після початку інтервенції в Маньчжурію японська армія звернулась до компанії з проханням перетворити «Меркур» в санітарний літак. Він отримав два ліжка для пацієнтів і місце для двох лікарів. З новим ім'ям Айкоку 2 він почав службу з січня 1932 року. Після списання літак залишили як пам'ятник, але він був спалений японськими військами під час наступу радянських сил в 1945 році.

## Дизайн

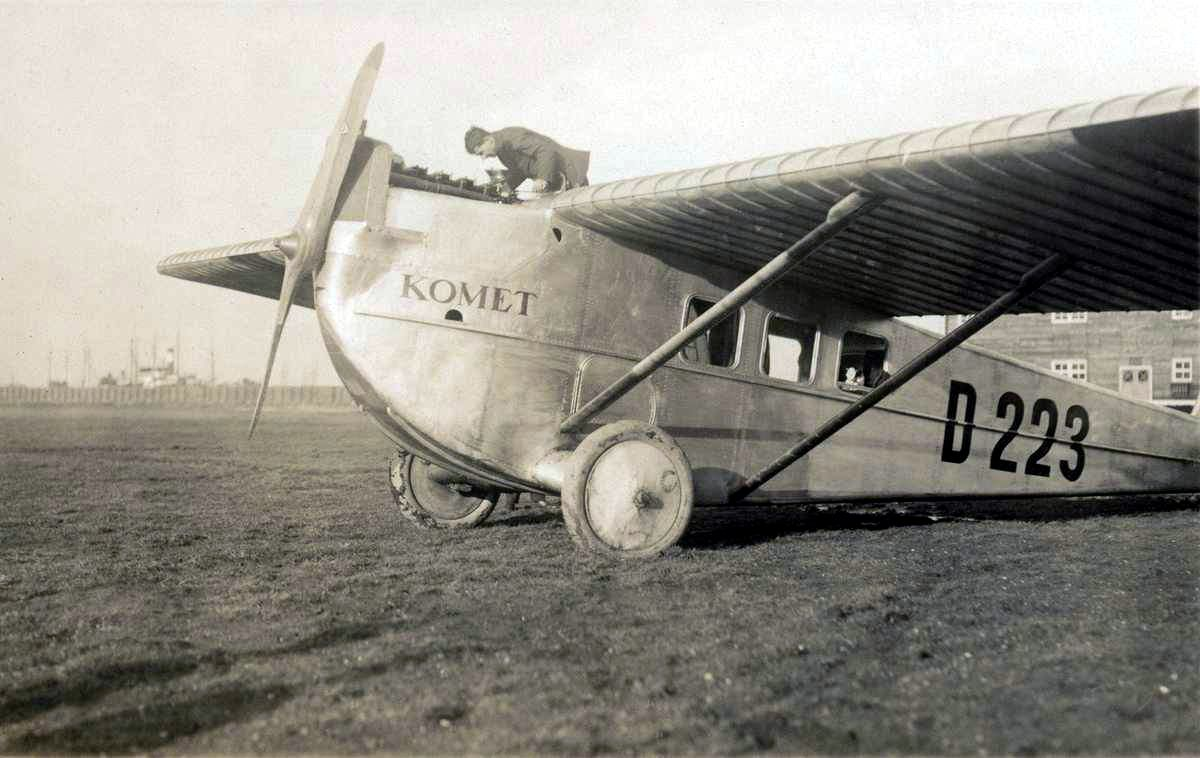
Komet II, 1922 рік

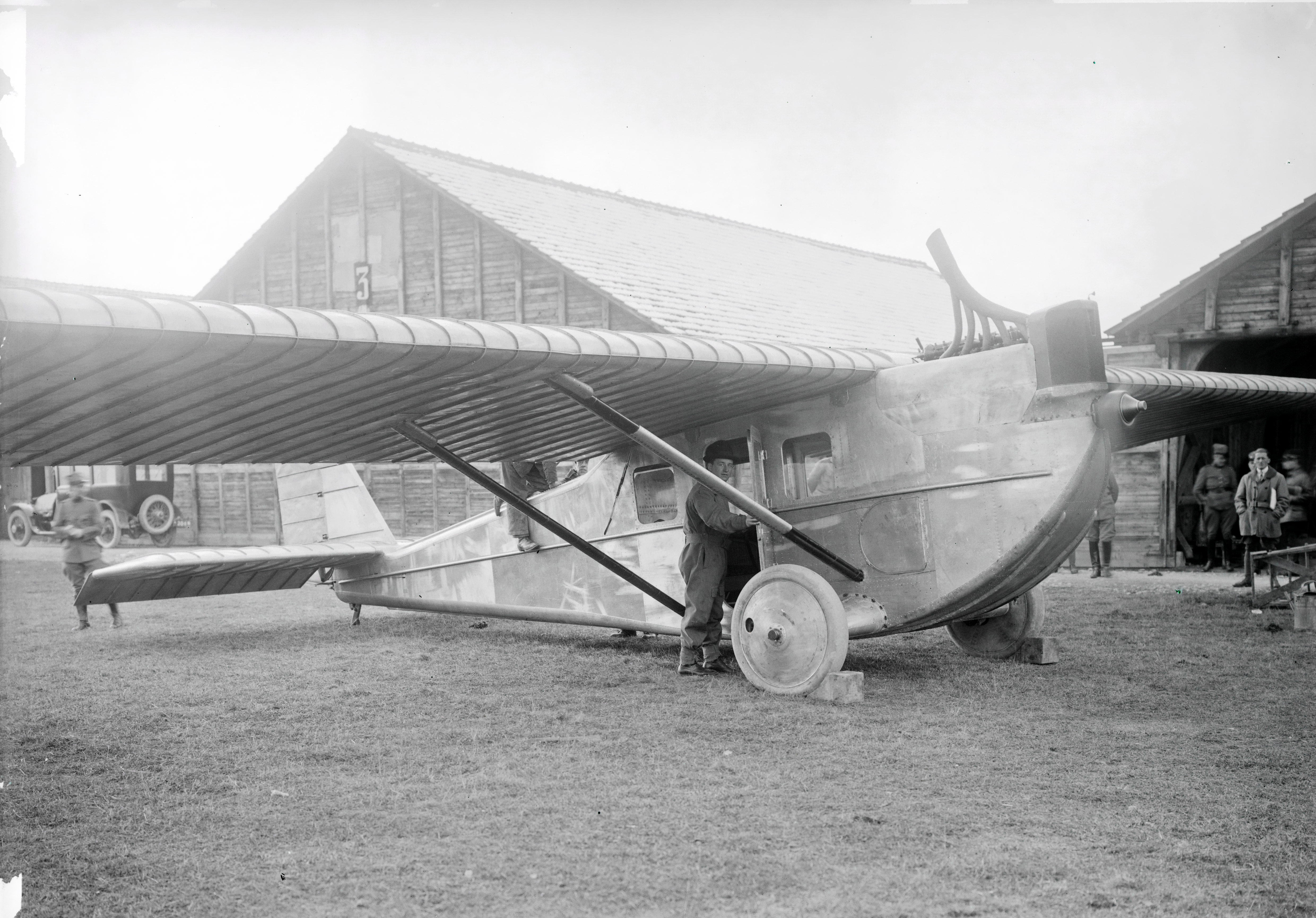
Do C III Komet на аеродромі в Дюбендорфі

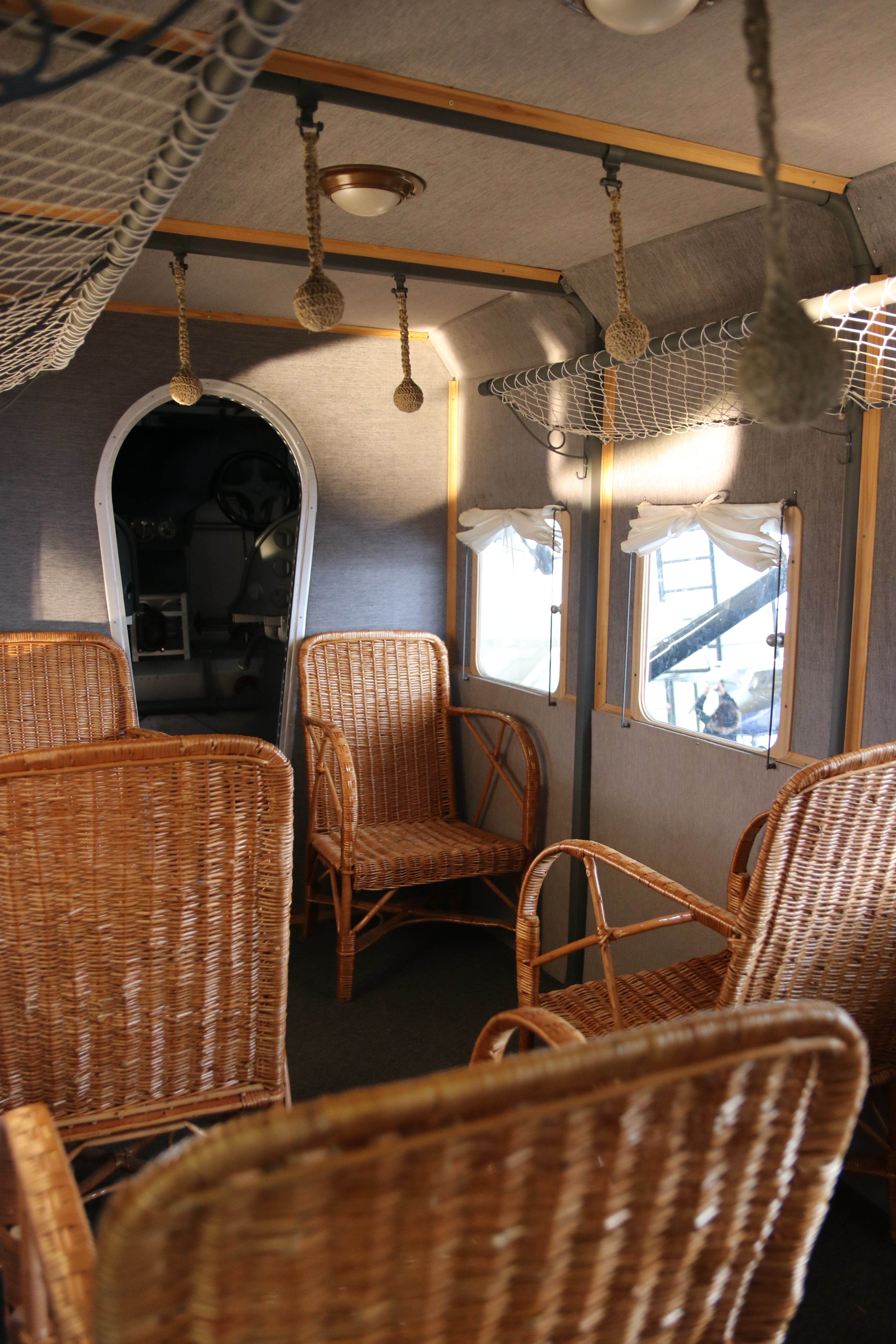
Місця пасажирів в Merkur. Авіаційний музей Дорньє в Фрідріхсгафені

Літаки серії «Дорньє Комет» були суцільнометалевими монопланами. Літак мав нетипово низько розташований центр маси через нетипове шасі з малим кліренсом, що робило майже не можливим перевертання літака під час посадок. Силова установка складалась з одного двигуна в носі фюзеляжу. Літаки серії рекламувались для використання в якості авіалайнера, транспортного, санітарного чи розвідувального літака в варіанті з колісним чи поплавковим шасі.
Більшість корпусу виготовлялась з дюралюмінію окрім частин які мали найбільше навантаження, вони були сталевими. Для запобігання корозії всі сталеві частини були покриті дюралюмінієм чи фарбою. Майже всі секції корпусу штампувались з листів металу. Така технологія виробництва забезпечувала міцні розпірки, тоді як листові елементи були надійно кріпились до швелерів. Літак не використовував трубчасті елементи чи профлисти, оскільки гладкі листи витримували навантаження в будь-якому напрямку. Кріплення відбувалось за допомогою заклепок в спосіб, який мав полегшити ремонт окремих частин літака. Також для полегшення ремонту дизайн передбачав легкий доступ до кожної частини літака.
Крило було секційним, секції на кінцях крила могли зніматись, і кріпилися тільки до центральної секції. Вона кріпилась до фюзеляжу приблизно по центру половини крила за допомогою пари стійок які спирались на низ фюзеляжу. Таке кріплення дозволяло крилу мати однакову товщину, на відміну від балочних крил де центральна секція часто була посилена. Два сталеві лонжерони і відносно жорсткі нервюри робили крило стійким до несподіваних навантажень.
Фюзеляж теж був розділений на декілька секцій. Спереду в носі було місце для кріплення двигуна, який стояв на двох опорах. Під двигуном було місце для багажу захищене від мастил, зовнішня форма допомагала з вертикальною стабільністю літака. Відразу за двигуном розміщалась кабіна з місцем для одного чи двох пілотів, в другому випадку обидва пілоти мали прилади управління. За кабіною пілота знаходилась основна частина з місцями для пасажирів. Для пасажирів біля вікон були встановлені легкі плетені крісла, а в самому кінці міг розміщатись туалет. В хвості фюзеляжу розміщувались керуючі поверхні: руль напряму і кіль мали металеве покриття, в той час як інші поверхні використовували тканину. Руль висоти, як і елерони збалансовували один одного, а горизонтальний стабілізатор можна було підлаштовувати за потреби.
Літак використовував декілька варіантів двигунів які приводили в рух тягловий гвинт прямо перед двигуном. З потужним двигуном V-12 BMW VI літак демонстрував гарні льотні характеристики, зокрема в висоті польоту. Основний радіатор розміщався під двигуном і отримував потік повітря від гвинта, додаткові радіатори могли розміщуватись в крилах, по краях фюзеляжу. Два основні паливні баки знаходились в центральній частині крила, два додаткові під кабіною пілота. Паливо з баків в крилах потрапляло в двигун під дією сили тяжіння, тоді як для роботи додаткових баків використовувалась ручна помпа.

## Модифікації

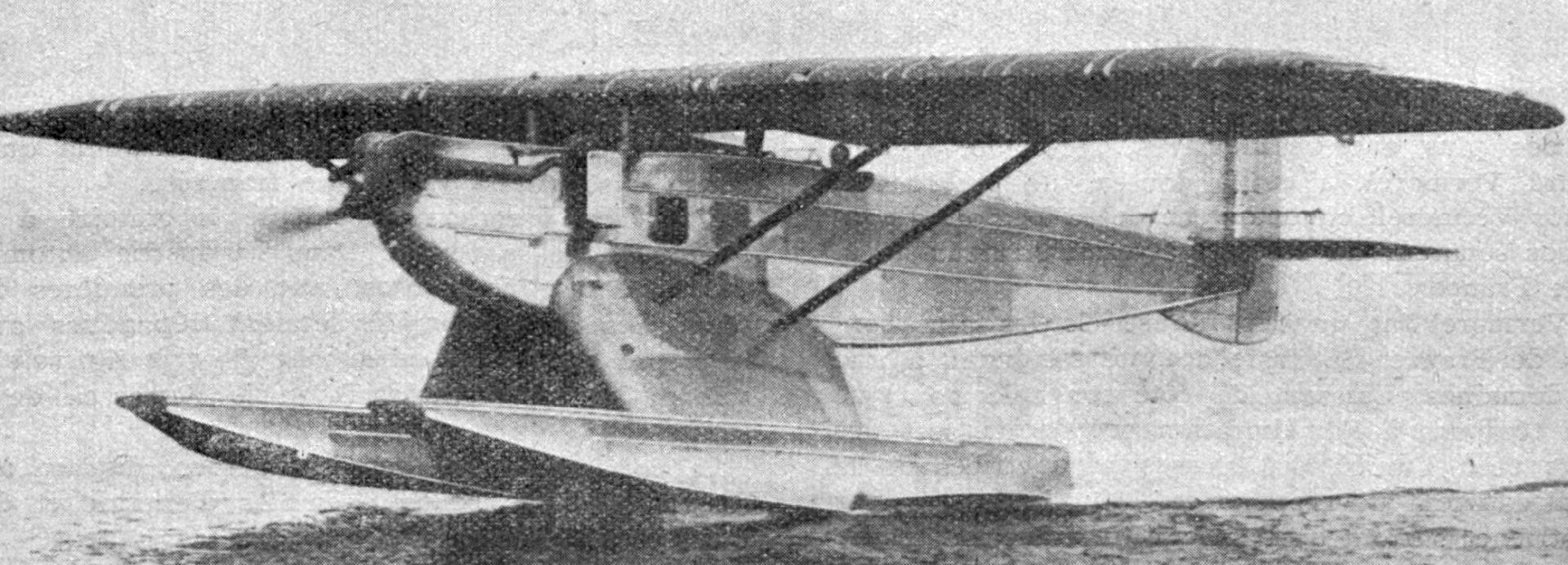
Гідроплан Dornier Do D. Грудень 1927 року.

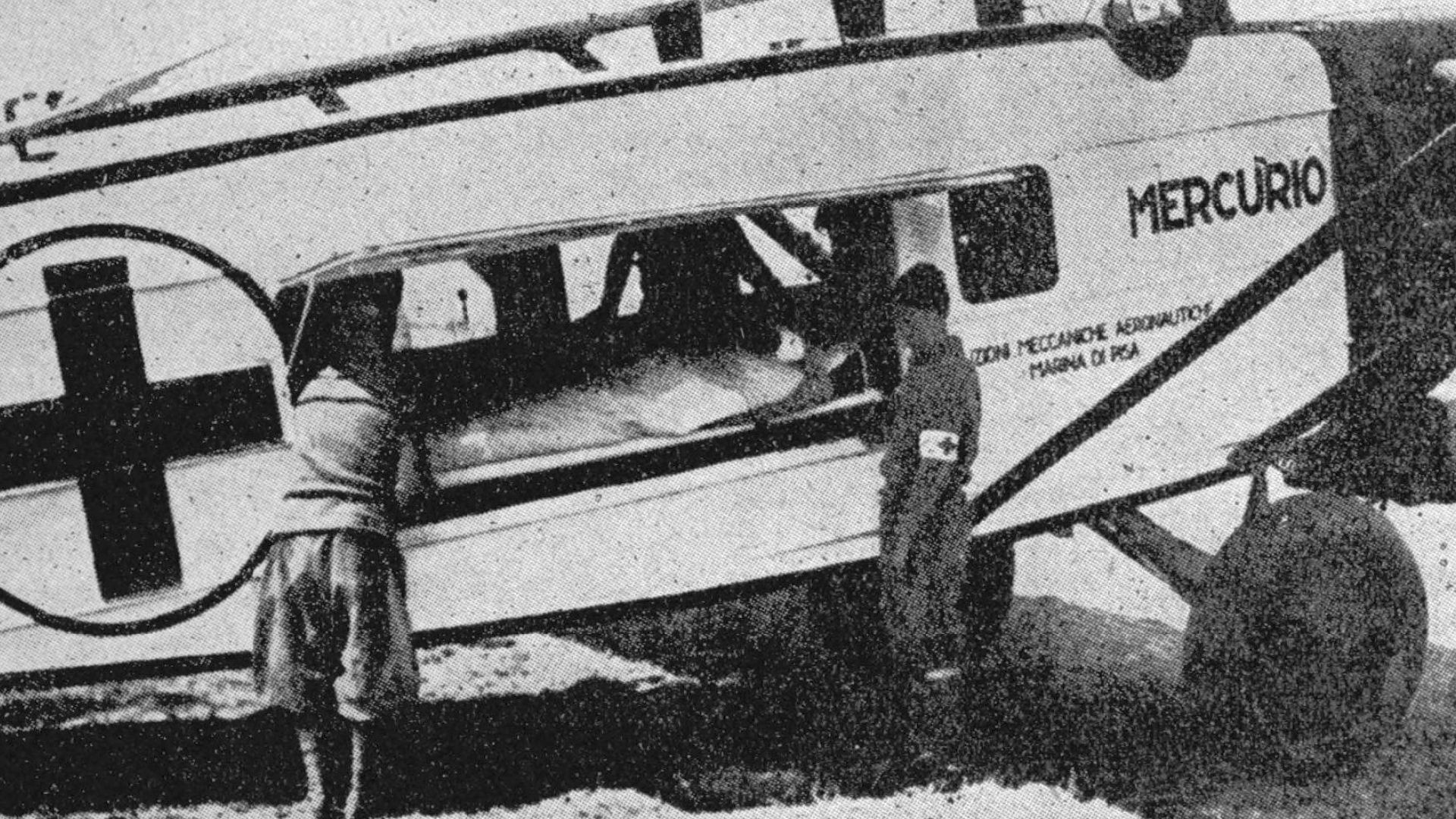
Санітарний варіант Merkur. Червень 1928 року.

Цивільні варіанти:
- Do Komet
  - Do Komet I
  - Do Komet II
  - Do Komet III — більший, потужніший варіант.
- Do Merkur 
  - Do B Merkur I
  - Do B Bal Merkur II

Військові варіанти:
- Do C
  - Do C-1- двомісний винищувач
  - Do C-2A — літак авіафоторозвідки
  - Do C-3 — літак авіафоторозвідки.
  - Do C-4- подальший розвиток C-1, пізніше позначений Do-10
- Do D — торпедоносець-гідроплан для ВМС Югославії
- Do T — санітарний літак

## Характеристики
Дані з European Transport Aircraft since 1910 і Japanese Aircraft 1910—1941

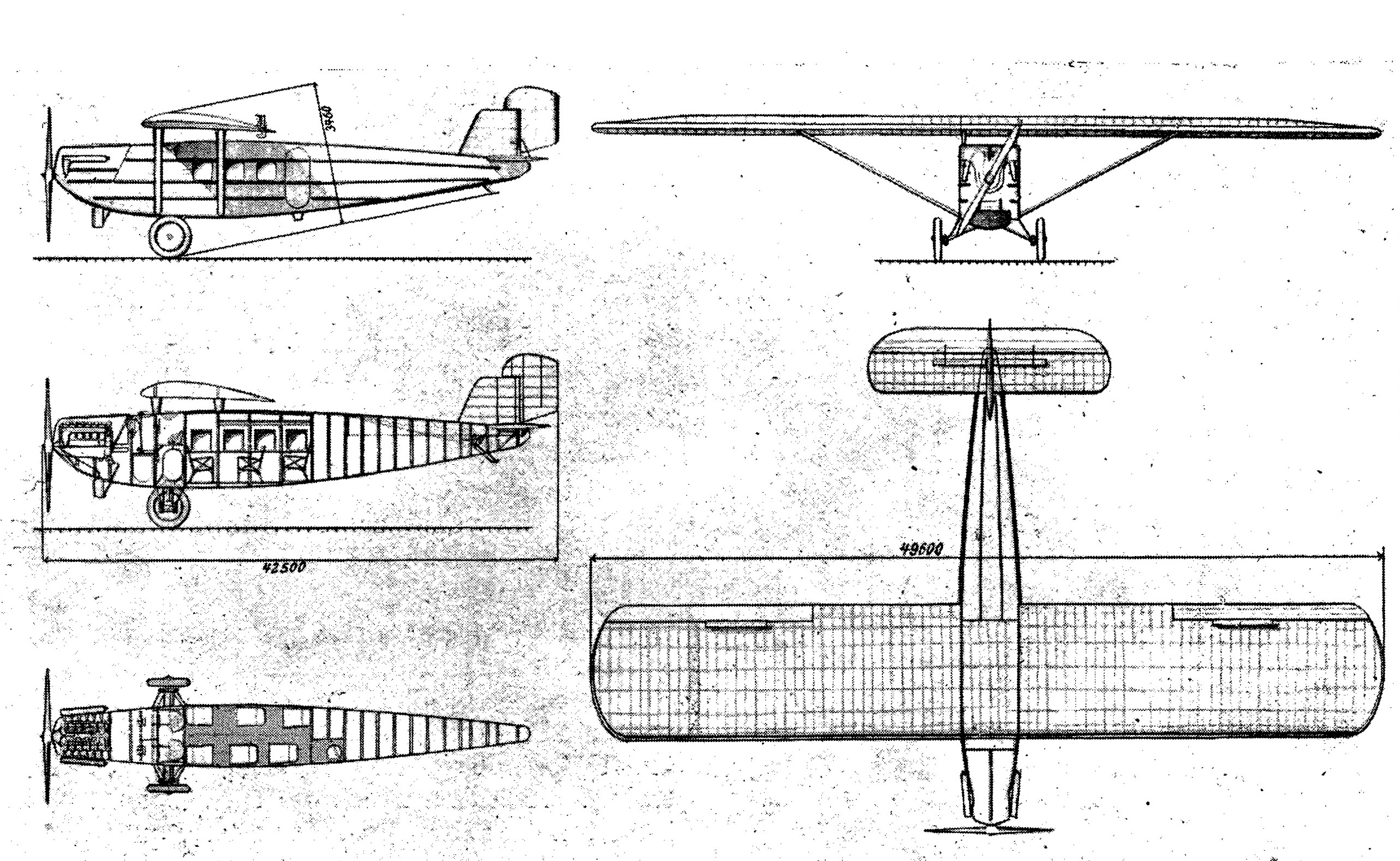

|                               |                               | Merkur II    | Kawasaki Merkur   |
| ----------------------------- | ----------------------------- | ------------ | ----------------- |
| Екіпаж                        | Екіпаж                        | 1 особа      | 2 особи           |
| Пасажиромісткість             | Пасажиромісткість             | 8 осіб       | 4 особи           |
| Довжина                       | Довжина                       | 12,5 м       | 12,42 м           |
| Висота                        | Висота                        | 3,56 м       | 3,48 м            |
| Розмах крил                   | Розмах крил                   | 19,6 м       | 19,6 м            |
| Площа крил                    | Площа крил                    | 62 м²        | 62 м²             |
| Маса                          | пустого                       | 2100 кг      | 2286 кг           |
| Маса                          | спорядженого                  | 3600 кг      | 3700 кг           |
| Навантаження на крило         | Навантаження на крило         | 58,0 кг/м²   | 59,9 кг/м²        |
| Двигун                        | Двигун                        | V12 BMW VI   | V12 BMW VI        |
| Потужність                    | номінальна                    | 600 к. с.    | 600 к. с.         |
| Потужність                    | питома                        | 6,0 кг/к. с. | 6,2 кг/к. с.      |
| Швидкість                     | максимальна                   | 200 км/год   | 196 км/год        |
| Швидкість                     | крейсерська                   | 180 км/год   | -                 |
| Час підйому на висоту 2000 м. | Час підйому на висоту 2000 м. | -            | 15 хв. 30 c.      |
| Практична стеля               | Практична стеля               | 5200 м       | -                 |
| Дальність польоту             | Дальність польоту             | 750 км       | 1110 годин        |
| Час польоту                   | Час польоту                   | -            | 5 годин 30 хвилин |

## Оператори

### Цивільні оператори
Колумбія
- SCADTA[19]

 Німеччина
- Deutsche Luft Hansa[20]
- Deutsche Luft-Reederei[20]

 Швейцарія
- Ad Astra Aero[21]

 УСРР
- Укрповітрошлях[22]

 СРСР
- Дерулюфт[19]
- Добролет[19]

 Японія
- Асахі Сімбун[5]

### Військові оператори
Чилі
- Повітряні сили Чилі
- Військово-морські сили Чилі

 Колумбія
- Повітряні сили Колумбії

 Королівство Югославія
- Королівські військово-морські сили Югославії